# Ubuntuソフトウェアセンター
Ubuntuソフトウェアセンター Ubuntuのソフトウェアセンター（コードネームAppCenter）はコンピュータにソフトウェアをインストールおよび削除、閲覧するためのUbuntuオペレーティングシステム向け管理ソフトである。現在はDebianにも取り込まれている。15.10まで使われたが、16.04LTSで廃止されGNOMEソフトウェアにUbuntu Softwareとして置き換えられた。

## 開発の歴史
Canonical Ltd.は徐々にソフトウェアセンターの導入を計画しUbuntu 9.10から導入、Ubuntuの11.10には、完全な機能を持つことに成功。しかし、Ubuntu 9.10の導入で、その計画はほとんど完了している。
2009年10月-バージョン1.0.2 Ubuntu 9.10 (コードネーム：Karmic Koala)
に基づいてセキュリティを強化するとともに、検索、インストール、およびソフトウェアを除去するための新しいシンプルなインターフェイスが導入。
2010年4月 - バージョン2.0.2 Ubuntu 10.04 (Lucid Lynx) LTS
ソフトウェアセンターは、簡略化された方法で、アプリケーション以外のパッケージのリストを追加し、さらにアプリケーションとのサブカテゴリを提供する個人的なパッケージをアーカイブすることが可能に。
2010年10月 - バージョン3.0.4 Ubuntu 10.10 (Maverick Meerkat)
ユーザーがソフトウェアを購入する事が可能、特定の変更を元に戻す行為を含め、過去のインストール、削除および購入の歴史を可能にした。
2011年4月 - バージョン4.0 Ubuntu 11.04 (Natty Narwhal)
ソフトウェアのUbuntuユーザによる評価とレビューを表示する機能評価機能追加。
2011年10月 - Ubuntu 11.10 (Oneiric Ocelot)
このバージョンは、非商用ソフトウェアプロジェクトのために寄付を可能にするための機能追加が期待されている。